# Železniční trať Landshut–Plattling
Železniční trať Landshut – Plattling (německy Bahnstrecke Landshut–Plattling) je jednokolejná elektrifikovaná železniční trať spojující Landshut s Plattlingem v Německu ve spolkové zemi Bavorsko. Délka trati činí 62,9 km a maximální povolená rychlost je 140 km/h. Trať má podle seznamu číslo 931.